# Gastrancistrus dispar
Gastrancistrus dispar är en stekelart som beskrevs av Graham 1969. Gastrancistrus dispar ingår i släktet Gastrancistrus och familjen puppglanssteklar.
Artens utbredningsområde är:
- Tjeckien.
- Nederländerna.
- Sverige.

Arten är reproducerande i Sverige. Inga underarter finns listade i Catalogue of Life.